# 指法汇参确解
《指法汇参确解》，古琴譜。清代稿本。会稽人王仲舒撰于道光元年。

## 琴谱内容
现琴谱版本为浙江图书馆藏本，按琴谱卷首目录来看，此书原未分卷，仅按抄本分成六册，分别是第一册为指法汇参确解，第二册为内容为指法附考，手势要法，先贤名論要录，琴况录要。第三册为琴总随笔，第四册内容为，直指审音法，直指节奏法，琴制考略。第五册为上弦法、和弦法、绒剅法等资料及外调歌琴谱，第六册为琴谱部分。如琴曲《海鸥忘机》、《双鹤聽泉》、《良宵引》、《猗蘭》、《平沙落雁》、《汉宫秋》等共计十一曲。